# Vergot
Vergot è un film documentario del 2016 diretto da Cecilia Bozza Wolf.

## Trama
Gim, il minore dei due figli di una famiglia trentina, decide di fare coming out. Il padre, Renzo detto "Il Lupo", non la prende affatto bene e ne nasce una serie di conflitti piuttosto violenti in cui Alex, il fratello maggiore, si trova schiacciato tra il non deludere il padre portando avanti la “tradizione” e il parteggiare per il fratello minore.

## Distribuzione
Il film è stato presentato in anteprima internazionale la 57º Festival dei Popoli, e ha vinto numerosi premi tra cui il premio al miglior film al Trento Film Festival nella sezione "Orizzonti Vicini" e il premio al miglior montaggio ai Doc/it Awards 2017.

## Riconoscimenti
- 2016 – Docunder30
  - Miglior film
- 2017 – Premi dell'Accademia dei Documentaristi Italiani (Doc/it)
  - Miglior montaggio a Pierpaolo Filomeno
- 2017 – Trento Film Festival
  - Miglior film nella sezione "Orizzonti Vicini"
- 2017 – Premio Città Futura
  - Miglior regista a Cecilia Bozza Wolf
- 2017 – Cervino Cinemountain
  - Miglior film
- 2017 – World of Film International Festival of Glasgow
  - Miglior film nella sezione "Female Perspective"
- 2016 – Festival dei Popoli
  - Nomination miglior film
- 2016 – Thessaloniki Documentary Festival
  - Kaleidoscope Program
- 2017 – Tbilisi Cinedoc
  - Nomination miglior film
- 2017 – Filmes do Homem
  - Nomination miglior film
- 2017 – Makedox
  - Nomination miglior film
- 2017 – IFF Message to Man of St Petersburg
  - Nomination miglior film
- 2017 – Docs[MX]
  - Nomination miglior film
- 2017 – Corto Dorico
  - Nomination miglior film
- 2017 – Autrans FIFMA
  - Nomination miglior opera prima